# Марлборо (переписна місцевість, Нью-Йорк)
Марлборо (англ. Marlboro) — переписна місцевість (CDP) в США, в окрузі Ольстер штату Нью-Йорк. Населення — 3699 осіб (2020).

## Географія
Марлборо розташоване за координатами 41°36′14″ пн. ш. 73°58′38″ зх. д. / 41.60389° пн. ш. 73.97722° зх. д. (41.603811, -73.977152).  За даними Бюро перепису населення США в 2010 році переписна місцевість мала площу 13,19 км², з яких 11,54 км² — суходіл та 1,65 км² — водойми.

## Демографія
Згідно з переписом 2010 року, у переписній місцевості мешкало 3669 осіб у 1429 домогосподарствах у складі 970 родин. Густота населення становила 278 осіб/км².  Було 1533 помешкання (116/км²).
Расовий склад населення:
| - 91,0 % — білих - 3,7 % — чорних або афроамериканців - 1,0 % — азіатів - 0,2 % — корінних американців - 2,0 % — осіб інших рас |

До двох чи більше рас належало 2,1 %. Частка іспаномовних становила 8,0 % від усіх жителів.
За віковим діапазоном населення розподілялося таким чином: 22,9 % — особи молодші 18 років, 60,5 % — особи у віці 18—64 років, 16,6 % — особи у віці 65 років та старші. Медіана віку мешканця становила 41,8 року. На 100 осіб жіночої статі у переписній місцевості припадало 94,0 чоловіків;  на 100 жінок у віці від 18 років та старших — 92,5 чоловіків також старших 18 років.
Середній дохід на одне домашнє господарство  становив 76 631 долар США (медіана — 65 082), а середній дохід на одну сім'ю — 88 417 доларів (медіана — 76 125). Медіана доходів становила 60 417 доларів для чоловіків та 49 904 долари для жінок. За межею бідності перебувало 4,1 % осіб, у тому числі 0,0 % дітей у віці до 18 років та 14,7 % осіб у віці 65 років та старших.
Цивільне працевлаштоване населення становило 1533 особи. Основні галузі зайнятості: освіта, охорона здоров'я та соціальна допомога — 27,2 %, роздрібна торгівля — 16,4 %, мистецтво, розваги та відпочинок — 9,3 %, науковці, спеціалісти, менеджери — 8,9 %.